# Macrostylis cassiopoides
Macrostylis cassiopoides är en vinruteväxtart. Macrostylis cassiopoides ingår i släktet Macrostylis och familjen vinruteväxter.

## Underarter
Arten delas in i följande underarter:
- M. c. cassiopoides
- M. c. dregeana